# Георги Чиликов
Георги Проданов Чиликов е български футболист, национал. Роден е на 23 август 1978 в Бургас, България.

## Кариера
Юноша е на Черноморец. Играл е на поста нападател за отборите на Черноморец (1995 – 1999), Нефтохимик (1999 – 2001), ПФК Левски (2001 – 2005), Насионал Мадейра Португалия (2005 – 2007), ЦСКА (есен 2007), Далиен (Китай) (2008) и Тобол (Костанай) (януари 2009 – май 2009).
Известен е с доброто владение на въздушните топки и играта с глава. Висок е 193 см и тежи 87 кг. Голмайстор на България през 2003 г. с 23 гола за Левски. Шампион на България през 2002 г. с отбора на Левски. Носител на купата на България през 2002, 2003 и 2005 г. Вицешампион през 2003, 2004 и 2005 г. В евротурнирите има 23 мача и 10 гола (6 мача и 1 гол за Левски в КЕШ и 16 мача с 8 гола за Левски, 1 мач с 1 гол за Нафтекс и 1 мач и 1 гол за ЦСКА за купата на УЕФА). За националния отбор е изиграл 9 мача (до януари 2006) и е вкарал 1 гол, за Б националния е изиграл 1 мач (срещу Судан) и е вкарал 1 гол. Участник е на ЕП'2004 в Португалия. През 2010 г. за кратко е асистент в Нефтохимик (Бургас). От юни 2011 до май 2014 г. е асистент в Черноморец. Юли 2016 Георги Чиликов е назначен за треньор на U17 в ДЮШ на ПФК Левски (София). От октомври 2016 г. до 2017 г. е Главен селекционер на ПФК Левски (София) и отговаря за селекцията в клуба.

## Статистика по сезони
- „Черноморец“ – 1995/96 – В група, 8/2
- „Черноморец“ – 1996/97 – Б група, 19/12
- „Черноморец“ – 1997/98 – Б група, 23/14
- „Черноморец“ – 1998/ес. - Б група, 6/1
- „Нефтохимик“ – 1999/пр. - A група, 9/2
- „Нефтохимик“ – 1999/00 – A група, 21/3
- „Нафтекс“ – 2000/01 – A група, 23/9
- „Левски“ – 2001/02 – A група, 27/10
- „Левски“ – 2002/03 – A група, 21/22
- „Левски“ – 2003/04 – A група, 24/14
- „Левски“ – – A група, 24/9
- „Левски“ – 2005/ес. - A група, 1/0
- „Насионал“ – 2005/06 – Португалска Суперлига, 24/8
- „Насионал“ – – Португалска Суперлига, 17/3
- „ЦСКА“ – – А група, 12/3
- „Далиен“, 14/8
- „Тобол“, 11/4
- „Черноморец“ – 2009/ес. - A група, 6/0
- „Локомотив (Пловдив)“ – 2010/пр. - A група, 2/0

## Успехи

### Отборни
Левски (София)
- А група (1): 2001/02
- Купа на България (3): 2002, 2003, 2005

### Индивидуални
- Голмайстор на А група (1): 2003 (22 гола)